# 田中一穗
田中一穗（1955年10月8日—），日本財務官僚。2017年12月就任日本政策金融公庫代表董事總裁，出生於東京都。

## 經歷
田中氏就讀於東京學藝大學附屬高等學校、1979年自東京大學法學部畢業，大學時代為劍道部所屬。大學畢業後進入大藏省，分配至主計局總務課企劃係。2000年，主計局厚生勞動擔當之主計官。2003年，財務省大臣官房秘書課長。此後陸續擔任第1次安倍內閣的內閣總理大臣秘書官、大臣官房參事官（大臣官房擔當）、大臣官房審議官（主稅局擔當）、國稅廳次長、理財局長等職位。2012年8月，就任主稅局長。2014年7月，就任主計局長。2015年7月，就任財務事務次官。
2016年6月17日，退休。同年10月，受委為東京海上日動火災保險株式會社顧問。2017年12月22日，就任日本政策金融公庫總裁。12月25日，在臨時股東大會之後進入董事會。
內閣總理大臣安倍晉三對田中氏擁有深厚的信任，在第2次安倍內閣期間，他參與降低公司稅有效稅率等財政政策，發揮積極作用。財務大臣麻生太郎給予評價「可以準確地應對經濟振興和財政鞏固的重要問題。」